# Homebush Bay
Homebush Bay är en vik i Australien. Den ligger i kommunen Auburn och delstaten New South Wales, i den sydöstra delen av landet, omkring 14 kilometer väster om delstatshuvudstaden Sydney.
Runt Homebush Bay är det i huvudsak tätbebyggt. Runt Homebush Bay är det mycket tätbefolkat, med 3 757 invånare per kvadratkilometer. Genomsnittlig årsnederbörd är 1 380 millimeter. Den regnigaste månaden är februari, med i genomsnitt 200 mm nederbörd, och den torraste är juli, med 36 mm nederbörd.